# Etichonen
Etichonen wird ein elsässisches Herzogsgeschlecht nach Herzog Eticho genannt, der Mitte des 7. Jahrhunderts einer der ersten bekannten Herzöge des Elsass war und die Erblichkeit der Herzogswürde begründete. Das Geschlecht spielte in der Geschichte des Elsass im frühen Mittelalter eine wichtige Rolle.
Die Herzöge des Elsass hatten ihren Wohnsitz zum Teil in neu entstandenen Orten, wie Oberehnheim und auf der Hohenburg. Hier gründete Eticho das Kloster Hohenburg, in dem die heilige Odilia, seine Tochter, mit ihren Schwestern lebte. Spätere Dynastien, zum Beispiel die Habsburger, führten ihren Ursprung auf Herzog Eticho (Attich, auch Adalrich genannt) zurück.
Die einzelnen Linien in der Genealogie der Etichonen werden bezeichnet als
- Etichonen, (im engeren Sinne) mit dem Titel eines Herzogs im Elsass
- Liutfriden, mit dem Titel eines Grafen im Sundgau, bzw.
- Eberharde, mit dem Titel eines Grafen im Nordgau bzw. Grafen von Egisheim, Dagsburg und Metz. Das bekannteste Familienmitglied ist Bruno von Egisheim, der 1049 als Leo IX. Papst wurde.

Die Etichonen starben im 13. Jahrhundert aus, nachdem beide Söhne des Grafen Albert II. im Jahr 1202 bei einem Turnier in Andain zu Tode kamen.

## Stammliste
Die verwandtschaftlichen Zusammenhänge der Nachkommen des Herzogs Eticho liegen nur in Bruchstücken vor.

### Etichonen
1. Adalricus/Eticho († nach 682); Herzog im Elsass (673/675–nach 682); ⚭ Berswinda
  1. Adalbert († vor 11. Dezember 722); Herzog im Elsass (683–722/723); ⚭ I Ingina/Gerlindis; ⚭ II Bathildis
    1. Liutfrid († nach 739); Herzog im Elsass (722–739); ⚭ I Hiltrud; ⚭ II Theutila
    2. Eberhard († 747 in Kloster Murbach); Graf und domesticus; ⚭ Hemeletrudis
      1. Anifridus

    3. Attala (* um 690; † 741); erste Äbtissin von St. Stephan in Straßburg
    4. Eugenia, Äbtissin von Hohenburg
    5. Albina
    6. Savina
    7. Gundlinda; Äbtissin von Niedermünster
    8. Maso

  2. Odilia; erste Äbtissin von Hohenburg
  3. Batticho († vor 723)
    1. Boro († nach 748); Graf 723
      1. Adelbertus
      2. Hugo
        1. Adelbertus

  4. Hugo († vor 747); Graf
    1. Bleon († vor 748)
      1. Hugo

    2. Bodol; Graf
      1. Attala; Äbtissin von Eschau
      2. Ruchuina
      3. Eberhard († vor 747)

  5. Eticho/Haicho; Graf; ⚭ Ganna
    1. Hugo
    2. Albericus

### Liutfriden
Haicho, Graf, Urenkel Etichos
1. ?[1] Hugo († 20. Oktober 837); bis 828 Graf von Tours, dann dux de Locate bei Mailand, 811 timiolus und Abt von Saint-Julien d’Auxerre, begraben in Monza; ⚭ Ava († 4. November 839)
  1. Ermengardis/Irmgard († 20. März 851); stiftet 849 die Abtei Erstein, dort auch begraben; ⚭ Oktober 821 Kaiser Lothar I. († 29. September 855 in Prüm; Karolinger)
  2. Adelais/Aelis († nach 866); ⚭ I Konrad I. († nach 862; Graf von Auxerre und Welfe); ⚭ II Anfang 864 Robert I. (X 866; Graf im Wormsgau, Graf von Tours und Graf von Paris; Robertiner)
  3. Bertha; ⚭ Girard de Roussillon (Graf von Paris; Gerhardiner)
  4. Hugo († vor 25. Januar 835); begraben in San Ambrogio in Mailand
  5. Liutfrid († 865/866); illustris comes, Herr von Monza, 849 Laienabt von Münster-Granfelden
    1. Hugo; Graf im Sundgau, 866/869 Laienabt von Münster-Granfelden
    2. Liutfrid (876/902 bezeugt); illustris comes, 879 Herr von Monza, Graf im Sundgau, 884 Laienabt von Münster-Granfelden
      1. Hunfried (902 bezeugt)
      2. Hugo (902 bezeugt)
      3. Liutfrid (902 bezeugt, wohl auch 966 bezeugt)
        1.  ? Liutfrid; bis 962 Laienabt von Münster-Granfelden, wohl 973/974 Graf im Elsass
          1.  ? Liutfrid; 986 Graf im Sundgau

      4. Adelais; Nonne in Brescia

    3.  ? Ava ⚭ Unruoch († 874; Herzog von Friaul; Unruochinger)[2]

### Eberharde

#### Grafen im Nordgau
1. Eberhard III.; wohl ein Ur-Ur-Enkel Battichos, Hugos oder Haichos[1]; 888 Graf im Nordgau, 891 Graf im oberen Aargau, 889 Vorsteher von Sankt Felix und Regula in Zürich, 896 Vorsteher von Münster in Gregoriental (heute Munster (Haut-Rhin)); ⚭ Adelinda
  1.  ? Eberhard; Graf 913–933
  2. Hugo III. († 940 als Mönch); 910 Graf im Nordgau; ⚭ Hildegard
    1. Eberhard IV. († 18. Dezember 972/973; 959/967 bezeugt); Graf im Nordgau; ⚭ Liutgarde (960 bezeugt; Witwe von Graf Adalbert, wohl Graf von Metz, Tochter von Pfalzgraf Wigerich)
      1. Hugo IV. Raucus († vor 986); Graf im Nordgau 951/973
        1. Eberhard V.; Graf im Nordgau 986/1016; ⚭ Berta
        2. Gerhard (* um 970, † vor 1004) ⚭ Brigida von Bayern (* um 975, † nach 1004, genannt „die Heilige“, Tochter von Heinrich II. (Bayern) genannt „der Zänker“)
          1. Hedwig (* um 990, † um 1012) ⚭ Eberhard V. (Eppo) Graf von Nellenburg (Sohn des Manegold I. im Zürichgau; * um 980/90, † Febr. ca. 1030/34)

        3. Matfried
        4. Hugo VI.; Graf im Nordgau und zu Egisheim; ⚭ Heilwig von Dagsburg († 1046; Tochter von Ludwig). Nachkommen siehe unten.

    2. Hugo IV (959 bezeugt)
    3. Guntram der Reiche[1] (956 bezeugt); möglicherweise Stammvater der Habsburger

#### Grafen von Egisheim und Dagsburg
1. Hugo VI.; Graf im Nordgau und zu Egisheim; ⚭ Heilwig von Dagsburg († 1046; Tochter von Ludwig). Vorfahren siehe oben.
  1. Gerhard I. (X 1038); Graf von Egisheim; ⚭ Kuniza (1038 bezeugt; Nichte von Rudolf III., König von Burgund, Welfe)
  2. Hugo VII. († 1048/1049); Graf von Dagsburg; ⚭ Mechtild
    1. Heinrich I. († 28. Juni wohl 1065); 1049 bezeugt; Graf von Egisheim und Dagsburg; ⚭ NN von Moha (Tochter von Graf Albert)
      1. Gerhard II.; 1065 Graf im Nordgau, 1098 Graf von Egisheim; ⚭ Richarda (stiftet 1057 die Abtei Oelenberg, 1098 bezeugt)
        1. Helwidis († 29. Januar vor 1126); 1118 Erbin von Egisheim, begraben in Belval; ⚭ um 1080 Gerhard von Lothringen (1073 Graf von Vaudémont, 1070 bezeugt; † 1108; Haus Châtenois)

      2. Hugo VIII. von Egisheim (ermordet 5. September 1089 in Niedersasbach); 1074 Graf von Dagsburg; ⚭ Mechtild von Mömpelgard († 1092/1105; Tochter von Graf Ludwig von Mousson und Pfirt, wohl Graf im Scarponnois, Haus Scarponnois)
      3. Albert I. von Egisheim († 24. August 1098); 1089 Graf von Dagsburg, 1096 Graf von Moha; ⚭ I Hedwig; ⚭ II in Longwy Ermesinde, Gräfin von Luxemburg († 1141; Tochter von Graf Konrad I., Wigerich; heiratete in zweiter Ehe um 1109 Gottfried, Graf von Namur)
        1. (II) (Heinrich-)Hugo IX.; 1103 Graf von Dagsburg, 1130/1137 bezeugt; ⚭ Gertrud (wohl von Looz; um 1153 bezeugt)
          1. (Heinrich-)Hugo X., Graf von Dagsburg und Metz, 1137/1178 bezeugt; ⚭ 1143 Lutgardis von Sulzbach († nach 1163; Tochter von Berengar I. von Sulzbach; Witwe von Gottfried II., Herzog von Lothringen und Graf von Löwen, Reginar)
            1. Hugo; 1163/73 bezeugt
            2. Albert II. († 1212); 1175 Graf von Dagsburg, 1163 bezeugt; ⚭ Gertrud von Baden († vor 30. März 1225; Tochter von Hermann III., Markgraf von Baden, Zähringer)
              1. Heinrich († 1202 auf einem Turnier in Andain)
              2. Wilhelm († 1202 auf einem Turnier in Andain)
              3. Gertrud (* 1205/06; † vor 19. März 1225); 
⚭ I Ende 1215 Theobald I. (1213 Herzog von Lothringen, 1216 Graf von Dagsburg und Metz; † 17. Februar oder 24. März 1220, Matfriede); 
⚭ II Mitte Mai 1220, verstoßen, Theobald der Große (Graf von Champagne, 1234 König von Navarra; † 8. August 1253; Haus Blois); 
⚭ III 1224 vor September Simon von Leiningen (1234 Graf von Dagsburg; † wohl 1234/36; Leininger)

            3. Luitgard; ⚭ Theoderich I. (Graf von Are und Hochstaden, 1152/95 bezeugt; † vor 22. Januar 1197)
            4. Gertrud; ⚭ Ludwig I. (Graf von Saarwerden, 1165/1200 bezeugt)

          2. Petronilla; 1157 bezeugt; ⚭ Liébaud I de Bauffremont (1110/57 bezeugt)
          3.  ? Clementia († vor 1169); ⚭ Heinrich I. Graf von Salm (1135 Vogt von Senones; 1130/70 bezeugt; Salm (Wigeriche))

        2. (II) Mechtild († nach 1157); ⚭ Folmar V. (Graf von Metz und Graf von Homburg, 1108 bezeugt; † 1145, begraben in der Abtei Beaupré)

      4. Bruno († 1102); Archidiakon zu Toul

    2. Gerberga; Äbtissin von Hesse (Elsass)

  3. Bruno (* 21. Juni 1002; † 19. April 1054 in Rom); Domherr, 1027–1051 Bischof von Toul, 1049–1054 Papst Leo IX.
  4. Adelheid; ⚭ Adalbert I. (Graf im Ufgau; † 1046/1049)
  5. Gertrud († 21. Juli 1077); ⚭ Liudolf (Markgraf von Friesland; † 23. April 1038; Brunone)
  6. Hildegard; ⚭ Richwin (Graf im Scarponnois); Nachkommen sind die Grafen von Bar.
  7.  ? Tochter; ⚭ Otto (Pfalzgraf von Lothringen, 1045 Herzog von Schwaben; † 1047 auf der Tomburg; Ezzone)
  8.  ? Gepa (um 1050); Äbtissin von Sankt Quirin in Neuss